# Кара Давут-паша
Кара́ Даву́т-паша́  (тур. Kara Davut Paşa; бл. 1570, Боснійський санджак — 18 січня 1623, Стамбул) — османський державний діяч. За правління султана Мустафи I був Капудан-пашею (1618—1620) та Великим візиром (1622) Османської імперії. Брав участь у вбивстві султана Османа II.

## Біографія
Народився у Боснійському санджаці. Здобув освіту в Ендеруні, палацовому центрі підготовки в султанському палаці Топкапи в Стамбулі, оскільки потрапив до Османської імперії по девшірме. За султана Мехмеда III служив чухадаром (виночерпієм) і сторожем ворот в султанському палаці. Після смерті султана Мехмеда III, 1604 року був призначений на посаду бейлербея Румелії, але вже у 1605 році його перевели на посаду бейлербея Анатолії.
Брав участь в придушенні повстання джелялі, в Османсько-перській війні 1612 року, а також в Польсько-турецькій війні в 1621 році (Хотинська війна). У 1618 році був призначений капудан-пашею замість Гюзельдже Алі-паши. Одружився із сестрою Мустафи I і таким чином став зятем Османської династії. 26 лютого 1618 року Мустафу I скинули з престолу, на користь його племінника Османа II, і знову ув'язнили в кафес.

## Заколот і смерть ОсманаII

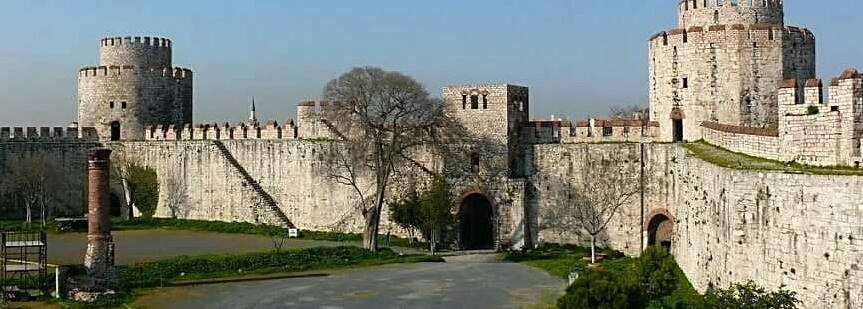
Фортеця Едікуле в Стамбулі

19 травня 1622 розпочався яничарський заколот, ініціатором якого став Кара Давут-паша. Заколотники звільнили Мустафу I з кафесу та проголосили його новим султаном. Оскільки, у султана Мустафи I були психічні розлади, як регент, замість нього правила його мати — Халіме Султан та великий візир Давут-паша. Вони не могли залишити Османа II живим, адже він загрожував би і без того хиткій владі Мустафи I. Османа II кинули до в'язниці Едікуле і 20 травня 1622 року жорстоко вбили. Перед цим султана піддали вселюдному приниженню. Туга Челебі (Солак Хусейн) був свідком багатьох описуваних ним подій служив кятібом (писар, секретар) султанського дивану, так описує ті події: «коли султана Османа посадили на коня біля палацу аги, його повезли, піддаючи публічній нарузі. Якщо повторити образи, звинувачення і брутальну лайку, звернену до нього в дорозі, то будь-яка людина засмутиться». Письменник і сучасник Давута-паши, Евлія Челебі, так пише про це вбивство:
Під час вечірньої молитви прийшли садразам [Давуд-паша], його кетхюда і джебеджібаші [голова корпусу зброярів], [щоб] вбити султана Османа. Вони стали накидати на нього аркан, але султан Осман, будучи міцним юнаком, мужньо чинив опір, тоді бандит-сипахи на ім'я Кіліндер Угрусу стиснув мошонку султана і той тут же віддав Богу душу.
Евлія Челебі не згадує про участь Давуда-паші безпосередньо у вбивстві, а пише, що султан «був кинутий у візок і задушений борцем Біньязом в Едікуле. Джебеджібаші відрізав одне з його вух і відніс його з новиною про смерть Османа Давуд-паші», який потім доставив його Халіме Султан.

## Смерть
Так як Халіме Султан призначила Давута-пашу великим візиром Османської імперії він зосередив у своїх руках сильну владу. Після вбивства султана Османа II в країні розрісся конфлікт між яничарами та сипахами. Бейлербей Ерзуруму Абаза Ахмед-паша бажав помститися за вбивство султана Османа II та здійснив заколот, внаслідок якого його усунули з посади. В імперії виникла політична нестабільність. Мати султана Халіме Султан спробувала погасити конфлікт, знявши Кара Давута-пашу з посади великого візира, на якій він пробув менше місяця. Однак бунтівники не заспокоювалися, і в грудні до них приєдналися сипахи. На початку січня наступного року на засіданні ради дивану візирі бурхливо вимагали страти вбивць Османа II. Яничари зібралися в дивані і заявили:
Спершу планувалося заточити султана Османа в Едікуле; якщо ж його хотіли вбити, то треба було вбити, а не кидати до в'язниці. Ми тепер не можемо перебувати в наших вілаєтах; [«Ви вбили свого падишаха»], — кажуть нам і паплюжать за це. Ми і хочемо запитати нашого падишаха, хто саме став причиною вбивства.
Султан Мустафа клявшись богом, заявив, що не давав згоди на вбивство. Водночас у столиці яничари спіймали кількох учасників вбивства колишнього султана. Давуд-паша втік. Через кілька днів ага з почту Давуда, за нагороду видав місце, де той ховається. Так його і знайшли в одному селі на сіннику. Пашу посадили в казарму капиджі, а на наступний день в султанському дивані було вирішено обезголовити його. Того вечора дружина Давуда — рідна сестра падишаха — звернулася до нього з проханням врятувати її чоловіка, але він рішення не змінив. Втративши надію на падишаха, було вирішено врятувати Давуда-пашу, підкупивши яничарський полк. У старих казармах у приміщенні 43-й роти зібралося близько сотні яничар, певну кількість людей надали і сипахи. У ту ніч, давши катові багато золота, вони попросили його не поспішати з виконанням своєї справи. Нарешті приготування були закінчені, і на наступний день у султанському дивані зібралося багато людей. А ввечері згадані особи, підкуплені минулої ночі, зібралися близько слуг дивана. Давуд-пашу тоді ж вивели з казарми капиджі і повели на місце страти для виконання вироку. Вийшовши вперед кат, знехотя і неквапливо зняв з голови Давуд-паші тюрбан, він то засукував рукава, то, витягував меч і витирав об свій фартух. У цей момент садразам Гюрджієв Мехмед-паша послав мухзир-агу, наказавши:
Нехай негайно виконає розпорядження султана і відрубає голову.
Коли мухзир прийшов, ката на місці не було, і він став чекати його. Коли кат з'явився, на питання, де він був, відповів так: «Ходив за іншим мечем». На наказ мухзира: «Швидко виконуй свою справу!» — кат сказав: «Це наказ падишаха» — і витягнув меч із піхов. Провівши [ним] по голові Давуда-паші, він уже приготувався відсікти йому голову, як ті, хто був підкуплений, закричали: «Почекай, не рубай!», А інша частина натовпу вимагала: «Негайно рубай!» Поки серед яничарів розгоралась суперечка, підкуплені люди, скориставшись цією плутаниною, вивели звідти Давуда. Оскільки прихильники Давуда були поруч, вони доставили його в Орта Джамі і послали до палацу Давуда-паші людину з радісною звісткою і з проханням надіслати тюрбан і новий одяг. Коли султан почув, що пашу вивезли, прийшов у лють. З палацу надійшло розпорядження:
Азі яничар виступити разом з усім своїм полком і доставити Давуда-пашу з Орта Джамі в Едікуле.
Після цього, солдати забрали Давуда-пашу з Орта Джамі, посадили на гарбу, доставили і заточили в Едікуле. Цікаво, що гарба, в яку його посадили, була тією самою, на якій султана Османа везли в Едікуле, і візник гарби був той же самий. Вночі до Едікуле прибув кетхуда капиджі Ахмед-ага. Він задушив Давуда-пашу в тій кімнаті, де вбили султана Османа. Труп поклали на гарбу і доставили до палацу. Через план втечі Давута, 8 січня стратили співучасників вбивства Османа II.
18 січня 1623 року Кара Давут-паша був страчений. Його тіло було поховано в Аксараї на кладовищі при мечеті Мурата-паші. У XIX столітті при розширенні дороги частина кладовища була знищена. Могила Давута-паші була розкрита, в ній виявився скелет без голови.

## У культурі

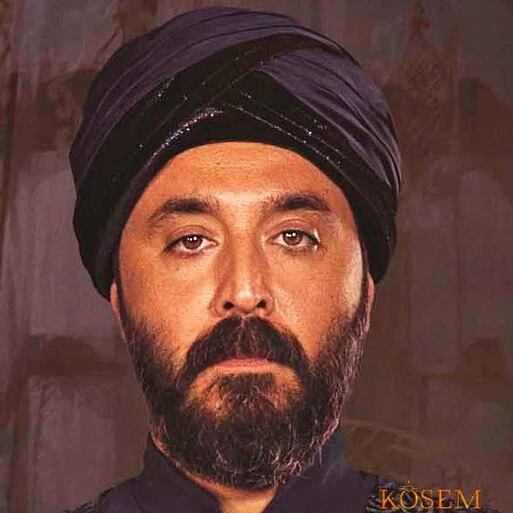
Мустафа Устюндаг у турецькому історико-драматичному телесеріалі «Величне століття. Нова володарка» у ролі Давута-паши

У турецькому історико-драматичному телесеріалі «Величне століття. Нова володарка» роль Давута-паші виконав Мустафа Устюндаг.